# Eleições estaduais na Paraíba em 1994
As eleições estaduais na Paraíba em 1994 ocorreram em 3 de outubro como parte das eleições gerais no Distrito Federal e em 26 estados. Foram escolhidos o governador Antônio Mariz, o vice-governador José Maranhão, os senadores Ronaldo Cunha Lima e Humberto Lucena, 12 deputados federais e 36 estaduais. Como nenhum candidato a governador alcançou a metade mais um dos votos válidos, houve um segundo turno em 15 de novembro e conforme a Constituição e a Lei nº. 8.713, a posse ocorreu em 1º de janeiro de 1995 para quatro anos de mandato.
Em 1978 o cientista político e advogado Antônio Mariz foi derrotado por Tarcísio Burity na convenção da ARENA que escolheu o candidato a governador na eleição indireta ao Palácio da Redenção. Após filiar-se ao PMDB Antônio Mariz foi candidato a governador em 1982 numa eleição vencida por Wilson Braga. Dentre os cargos que exerceu estão as de subchefe da Casa Civil no governo Pedro Gondim e promotor de justiça em cidades do Rio Grande do Norte e Paraíba. Nascido em João Pessoa e diplomado em Ciência Política na Universidade de Nancy, formou-se advogado na Universidade Federal do Rio de Janeiro. Eleito prefeito de Sousa na legenda do PTB em 1963, foi secretário de Educação no governo João Agripino e elegeu-se deputado federal pela ARENA em 1970, 1974 e 1978. Com a incorporação do antigo PP ao PMDB ingressou neste último e após ser vencido na disputa pelo governo estadual foi nomeado para uma diretoria no Banco Nacional da Habitação pelo presidente José Sarney em 1985. Eleito deputado federal em 1986, subscreveu a Constituição de 1988 e em 1990 foi eleito senador, mandato ao qual renunciaria em prol de Ney Suassuna. Eleito governador da Paraíba em 1994, Antônio Mariz governaria até sua morte em 16 de setembro de 1995.
Diante de tão infausto acontecimento o governo estadual foi entregue a José Maranhão. Advogado nascido em Araruna e formado na Universidade Federal da Paraíba, foi eleito deputado estadual via PTB e depois pelo MDB em 1954, 1958, 1962 e 1966, interrompendo sua vida parlamentar durante o governo José Fernandes de Lima onde foi secretário de Agricultura. Cassado pelo Ato Institucional Número Cinco em 1969, regressou à política em 1980 como filiado ao PMDB, legenda na qual foi eleito deputado federal em 1982, 1986 e 1990. Favorável à emenda Dante de Oliveira, votou em Tancredo Neves no Colégio Eleitoral, ajudou a escrever a Constituição de 1988 e votou a favor do impeachment de Fernando Collor em 1992. A seguir foi eleito vice-governador da Paraíba em 1994 sendo efetivado após a morte do titular.

## Resultado da eleição para governador

### Primeiro turno
| Candidatos a governador do estado | Candidatos a vice-governador | Número | Coligação                                                     | Votação | Percentual |
| --------------------------------- | ---------------------------- | ------ | ------------------------------------------------------------- | ------- | ---------- |
| Antônio Mariz PMDB                | José Maranhão PMDB           | 151    | Frente Paraíba Unida (PMDB, PPS, PSD, PP, PRP, PSC)           | 525.396 | 46,59%     |
| Lúcia Braga PDT                   | Evaldo Gonçalves PFL         | 121    | União das Oposições Paraíbanas (PDT, PFL, PSDB, PRN, PTB, PL) | 489.066 | 43,37%     |
| Avenzoar Arruda PT                | Antônio Cariri PCdoB         | 131    | Frente Paraíba Popular (PT, PCdoB, PSB, PV, PSTU)             | 73.989  | 6,56%      |
| Francisco Evangelista PPR         | Salomão Gadelha PPR          | 111    | PPR (sem coligação)                                           | 24.541  | 2,18%      |
| Djacy Lima PMN                    | Paulo Valle PMN              | 331    | PMN (sem coligação)                                           | 14.611  | 1,30%      |
| Fontes:                           |                              |        |                                                               |         |            |

### Segundo turno
| Candidatos a governador do estado | Candidatos a vice-governador | Número | Coligação                                                     | Votação | Percentual |
| --------------------------------- | ---------------------------- | ------ | ------------------------------------------------------------- | ------- | ---------- |
| Antônio Mariz PMDB                | José Maranhão PMDB           | 151    | Frente Paraíba Unida (PMDB, PPS, PSD, PP, PRP, PSC)           | 781.349 | 58,30%     |
| Lúcia Braga PDT                   | Evaldo Gonçalves PFL         | 121    | União das Oposições Paraibanas (PDT, PFL, PSDB, PRN, PTB, PL) | 558.987 | 41,70%     |
| Fontes:                           |                              |        |                                                               |         |            |

## Resultado da eleição para senador
| Candidatos a senador da República | Candidatos a suplente de senador                         | Número | Coligação                                                     | Votação | Percentual |
| --------------------------------- | -------------------------------------------------------- | ------ | ------------------------------------------------------------- | ------- | ---------- |
| Ronaldo Cunha Lima PMDB           | José Carlos da Silva Júnior PMDB Roberto Cavalcanti PMDB | 153    | Frente Paraíba Unida (PMDB, PPS, PSD, PP, PRP, PSC)           | 517.833 | 26,84%     |
| Humberto Lucena PMDB              | Wellington Roberto PMDB Renato Cunha Lima PMDB           | 152    | Frente Paraíba Unida (PMDB, PPS, PSD, PP, PRP, PSC)           | 415.900 | 21,56%     |
| Raimundo Lira PFL                 | Tico Lira PFL Roberto França PFL                         | 252    | União das Oposições Paraibanas (PDT, PFL, PSDB, PRN, PTB, PL) | 381.186 | 19,76%     |
| João Agripino Maia PFL            | Manuel Gaudêncio PFL Romeu Gonçalves PDT                 | 253    | União das Oposições Paraibanas (PDT, PFL, PSDB, PRN, PTB, PL) | 319.095 | 16,54%     |
| Joaquim Neto PT                   | Albenor Carvalho PSB Edilson Fernandes PT                | 132    | Frente Paraíba Popular (PT, PCdoB, PSB, PV, PSTU)             | 135.834 | 7,04%      |
| Francis Zenaide PCdoB             | Jáder Costa PCdoB Arimateia Silva PSB                    | 653    | Frente Paraíba Popular (PT, PCdoB, PSB, PV, PSTU)             | 65.972  | 3,42%      |
| João Bosco Melo PMN               | Marcelo Cavalcanti PMN Antônio Ernesto PMN               | 332    | PMN (sem coligação)                                           | 47.471  | 2,46%      |
| João Nunes de Castro PMN          | José Mário Batista PMN Flávio Bonner Filho PMN           | 333    | PMN (sem coligação)                                           | 45.898  | 2,38%      |
| Fontes:                           |                                                          |        |                                                               |         |            |

## Biografia dos senadores eleitos

### Ronaldo Cunha Lima
Eleito senador com a maior votação do estado, o advogado Ronaldo Cunha Lima nasceu em Guarabira e formou-se na Universidade Federal da Paraíba. Sua carreira política começou como vereador em  e iniciou sua carreira política como vereador em Campina Grande e em 1962 foi eleito deputado estadual pelo PTB e reeleito via MDB em 1966. Dois anos mais tarde foi eleito prefeito de Campina Grande, mas teve o mandato cassado pelo Ato Institucional Número Cinco. Radicado na cidade do Rio de Janeiro, voltou à política em 1982 ao se eleger prefeito de Campina Grande pelo PMDB. Sua chegada ao governo estadual aconteceu em 1990, mandato do qual se licenciou após efetuar dois disparos à queima-roupa contra Tarcísio Burity, seu adversário político, no final de 1993. Quatro meses depois Cunha Lima renunciou a fim de se eleger senador em 1994.

### Humberto Lucena
Condenado por crime eleitoral ao utilizar a gráfica do Senado Federal para imprimir material de campanha, o advogado Humberto Lucena aguardou até às vésperas da posse para usufruir do mandato que conquistara. Nascido em João Pessoa, formou-se em 1951 pela Universidade Federal de Pernambuco. Eleito deputado estadual via PSD em 1950 e 1954, elegeu-se deputado federal em 1958 e 1962. Por conta do bipartidarismo instituído pelo Regime Militar de 1964 foi reeleito pelo MDB em 1966. Derrotado na eleição para senador em 1970, conquistou um novo mandato de deputado federal em 1974 e foi eleito senador por uma sublegenda do MDB em 1978. Posteriormente filiado ao PMDB foi reeleito em 1986 e exerceu a presidência do Senado Federal por duas vezes. Eleito pela terceira vez em 1994, foi beneficiado por um projeto de anistia que favoreceu também outros parlamentares, mas faleceu no exercício do mandato.

## Deputados federais eleitos
São relacionados os candidatos eleitos com informações complementares da Câmara dos Deputados.

Representação eleita
  PMDB: 7
  PFL: 3
  PDT: 1
  PPR: 1

| Número  | Deputados federais eleitos | Partido | Votação | Percentual | Cidade onde nasceu | Unidade federativa |
| 1515    | Cássio Cunha Lima          | PMDB    | 157.609 | 16,49%     | Campina Grande     | Paraíba            |
| 1210    | Wilson Braga               | PDT     | 64.271  | 6,73%      | Conceição          | Paraíba            |
| 1522    | Gilvan Freire              | PMDB    | 57.566  | 6,02%      | São Mamede         | Paraíba            |
| 1511    | Ivandro Cunha Lima         | PMDB    | 53.748  | 5,72%      | Guarabira          | Paraíba            |
| 1520    | José Luiz Clerot           | PMDB    | 42.964  | 4,50%      | Mamanguape         | Paraíba            |
| 1551    | Armando Abílio             | PMDB    | 41.233  | 4,50%      | Itaporanga         | Paraíba            |
| 2522    | Adauto Pereira             | PFL     | 35.213  | 3,69%      | Pombal             | Paraíba            |
| 2511    | Efraim Morais              | PFL     | 34.595  | 3,62%      | Santa Luzia        | Paraíba            |
| 2501    | Álvaro Neto                | PFL     | 34.094  | 3,57%      | Campina Grande     | Paraíba            |
| 1110    | Enivaldo Ribeiro           | PPR     | 33.303  | 3,49%      | Campina Grande     | Paraíba            |
| 1550    | José Aldemir               | PMDB    | 32.657  | 3,42%      | Cajazeiras         | Paraíba            |
| 1502    | Roberto Paulino            | PMDB    | 31.644  | 3,31%      | Guarabira          | Paraíba            |
| Fontes: |                            |         |         |            |                    |                    |

## Deputados estaduais eleitos
Estavam em jogo 36 vagas na Assembleia Legislativa da Paraíba.

Representação eleita
  PMDB: 17
  PDT: 7
  PFL: 6
  PTB: 2
  PT: 2
  PSDB: 1
  PV: 1

Fonteː
| Número  | Deputados estaduais eleitos | Partido | Votação | Percentual | Cidade onde nasceu   | Unidade federativa |
| 15111   | Zenóbio Toscano             | PSDB    | 34.837  | 3,37%      | Guarabira            | Paraíba            |
| 14233   | Carlos Dunga                | PTB     | 32.404  | 3,14%      | Pombal               | Paraíba            |
| 12600   | José Romero                 | PDT     | 18.964  | 1,83%      | João Pessoa          | Paraíba            |
| 15105   | Nominando Diniz             | PMDB    | 18.893  | 1,83%      | Princesa Isabel      | Paraíba            |
| 15115   | Ariano Fernandes            | PMDB    | 17.724  | 1,71%      | João Pessoa          | Paraíba            |
| 15211   | Robson Dutra                | PMDB    | 17.608  | 1,7%       | Campina Grande       | Paraíba            |
| 15221   | Chica Motta                 | PMDB    | 16.800  | 1,63%      | Catolé do Rocha      | Paraíba            |
| 12202   | José Luiz Júnior            | PDT     | 16.529  | 1,6%       | Bezerros             | Pernambuco         |
| 15199   | Gervásio Maia               | PMDB    | 15.870  | 1,54%      | Catolé do Rocha      | Paraíba            |
| 39200   | Valdecir Amorim             | PFL     | 15.388  | 1,49%      | Teixeira             | Paraíba            |
| 25110   | José Lacerda Neto           | PFL     | 15.277  | 1,48%      | São José de Piranhas | Paraíba            |
| 15133   | Lindolfo Pires              | PMDB    | 15.187  | 1,47%      | Sousa                | Paraíba            |
| 15220   | Tião Gomes                  | PMDB    | 14.984  | 1,45%      | Pombal               | Paraíba            |
| 15113   | Djaci Farias                | PMDB    | 14.944  | 1,45%      | Boqueirão dos Cochos | Paraíba            |
| 15101   | Domiciano Cabral            | PMDB    | 14.581  | 1,41%      | João Pessoa          | Paraíba            |
| 25105   | Epitácio Leite              | PFL     | 14.521  | 1,4%       | Cajazeiras           | Paraíba            |
| 15110   | Levi Olímpio                | PMDB    | 14.350  | 1,39%      | Pombal               | Paraíba            |
| 15222   | Walter Brito                | PMDB    | 14.148  | 1,37%      | Campina Grande       | Paraíba            |
| 15151   | Inaldo Leitão               | PMDB    | 13.897  | 1,34%      | Sousa                | Paraíba            |
| 25111   | Aércio Pereira              | PFL     | 13.649  | 1,32%      | Pombal               | Paraíba            |
| 15117   | Estefânia Maroja            | PMDB    | 13.451  | 1,3%       | João Pessoa          | Paraíba            |
| 15253   | Antônio Ivo                 | PMDB    | 13.279  | 1,28%      | Santa Luzia          | Paraíba            |
| 12123   | Neto Franca                 | PDT     | 13.268  | 1,28%      | João Pessoa          | Paraíba            |
| 15200   | Pedro Medeiros              | PMDB    | 13.244  | 1,28%      | São João do Cariri   | Paraíba            |
| 12200   | Wilson Santiago             | PDT     | 13.191  | 1,28%      | Uiraúna              | Paraíba            |
| 12345   | Vitalzinho                  | PDT     | 13.008  | 1,26%      | Campina Grande       | Paraíba            |
| 15122   | Tarcizo Telino              | PMDB    | 12.555  | 1,21%      | Cajazeiras           | Paraíba            |
| 25220   | Dona Dida                   | PFL     | 12.549  | 1,21%      | Maceió               | Alagoas            |
| 12140   | Vani Braga                  | PDT     | 12.277  | 1,19%      | Conceição            | Paraíba            |
| 12232   | Tarcísio Marcelo            | PDT     | 12.271  | 1,19%      | João Pessoa          | Paraíba            |
| 15120   | Gilbran Asfora              | PMDB    | 12.018  | 1,16%      | Campina Grande       | Paraíba            |
| 25300   | João Estrela                | PFL     | 11.890  | 1,15%      | Sousa                | Paraíba            |
| 13213   | Padre Adelino               | PT      | 11.730  | 1,13%      | Belém                | Paraíba            |
| 13110   | Luiz Couto                  | PT      | 9.449   | 0,91%      | Soledade             | Paraíba            |
| 13166   | Chico Lopes                 | PTB     | 9.243   | 0,89%      | Itaporanga           | Paraíba            |
| 43111   | Tota Agra                   | PV      | 7.826   | 0,76%      | Campina Grande       | Paraíba            |
| Fontes: |                             |         |         |            |                      |                    |

## Aspectos da campanha

### Curiosidades da eleição
Primeira eleição estadual disputada por PPS (atual Cidadania), PRP, PSTU, PPR e PP na Paraíba (também foi a única disputada pelos 2 últimos, que se fundiram em 1995 e deram origem ao PPB, atual Progressistas). O PPS lançou apenas Emília Correia Lima para disputar uma vaga na Assembleia Legislativa (recebeu 4.482 votos, ficando como suplente) e o PSTU teve Ednaldo Leite (Câmara dos Deputados) e Sosthenes para a ALPB - ambos não tiveram sucesso nas urnas. O PRP apoiou a candidatura de Antônio Mariz, mas não lançou nenhuma candidatura ao Legislativo.
Vários nomes de destaque na política paraibana disputariam pela primeira vez uma eleição, como Aguinaldo Ribeiro, Cozete Barbosa e Luiz Couto. Porém, vários candidatos que tentaram um novo mandato ficaram de fora da ALPB, como Deusdete Queiroga Filho (deputado estadual mais votado em 1990, recebeu apenas 61 votos), Nilo Feitosa (10.489 votos), Lauri Ferreira (8.273 votos), Simão Almeida (7.615), enquanto Vital do Rêgo (8.861 votos) e Rivaldo Medeiros (26.891), quarto e quinto deputados federais com a maior votação na eleição anterior, não tiveram sucesso ao tentar a reeleição.
8 partidos ficaram de fora da disputa eleitoral: PTRB, PRONA, PSD e PTdoB.

### O caso Gessner Caetano
Durante a campanha do primeiro turno, um caso mexeu com a disputa eleitoral faltando 17 dias para a eleição: o médico e empresário Gessner Caetano (candidato a deputado federal pelo PDT e coordenador da campanha de Lúcia Braga ao governo da Paraíba, falecido em 2020 após complicações da COVID-19) foi acusado de ter seu nome envolvido em um escândalo de carros roubados, que teriam sido entregues por ele a candidatos do PMDB e também a pedetistas. Considerado um dos favoritos à se eleger, obteve 15.553 votos (posteriormente anulados), e foi taxado como um dos culpados pela derrota de sua companheira de partido, não voltando a disputar outras eleições desde então. Seu envolvimento no caso nunca foi comprovado, e ele terminaria inocentado das acusações em 2016, aguardando também o julgamento de um recurso que pedia indenização de 36 milhões de reais, que não chegou a receber.